# Nava del Barco (kommun)
Nava del Barco är en kommun i Spanien.   Den ligger i provinsen Provincia de Ávila och regionen Kastilien och Leon, i den centrala delen av landet, 160 km väster om huvudstaden Madrid. Antalet invånare är 110.